# مسار الترام (طب)
مسارات الترام أو علامات مسار الترام هي علامات طبية تحمل بعض التشابه مع مسارات الترام.

## طب الرئة
عند وجودها في الرئتين، تكون مسارات الترام علامات إشعاعية تصاحبها عادةً وَذْمة رئوية في حالات فَشَل القلب الإحتِقاني وتوسُّع القصبات. تَحدُث مسارات الترام بسبب سماكة جدار الشُّعب الهوائية، ويُمكِن الكشف عنها بالصّور الشّعاعيّة للصّدر مِن الجانِب.

## طب الكلى
يُستخدم مصطلح «مسارات الترام» أيضاً لوصف ازدواجية الغشاء القاعدي المُكتَشَف في الفحص المجهري الضوئي الذي يتميز به التهاب كبيبات الكلى الغشائي التكاثري من النوع الأول (وهو أقل شيوعاً في النوعين الثاني والثالث).

## طب الأمراض العصبية
كما استُخدم هذا المصطلح لوصف النتائج المرتبطة بالورم السحائي في غمد العصب البصري.
تشير التكلسات على شكل مسار الترام في قشرة الدماغ إلى متلازمة ستيرج ويبر.

## الغدد الثديية
يشير ظهور مسار الترام في تصوير الثدي الشعاعي إلى توسع القنوات الثديية.